# Frank Carr (cầu thủ bóng đá)
Francis Joseph "Frank" Carr (21 tháng 4 năm 1919 – tháng 7 năm 2010) là một cầu thủ bóng đá người Anh thi đấu ở vị trí tiền đạo tầm xa ở Football League cho York City, và đầu quân cho Rotherham United mà không có một lần ra sân ở giải vô địch.